# Beitin (Westjordanland)

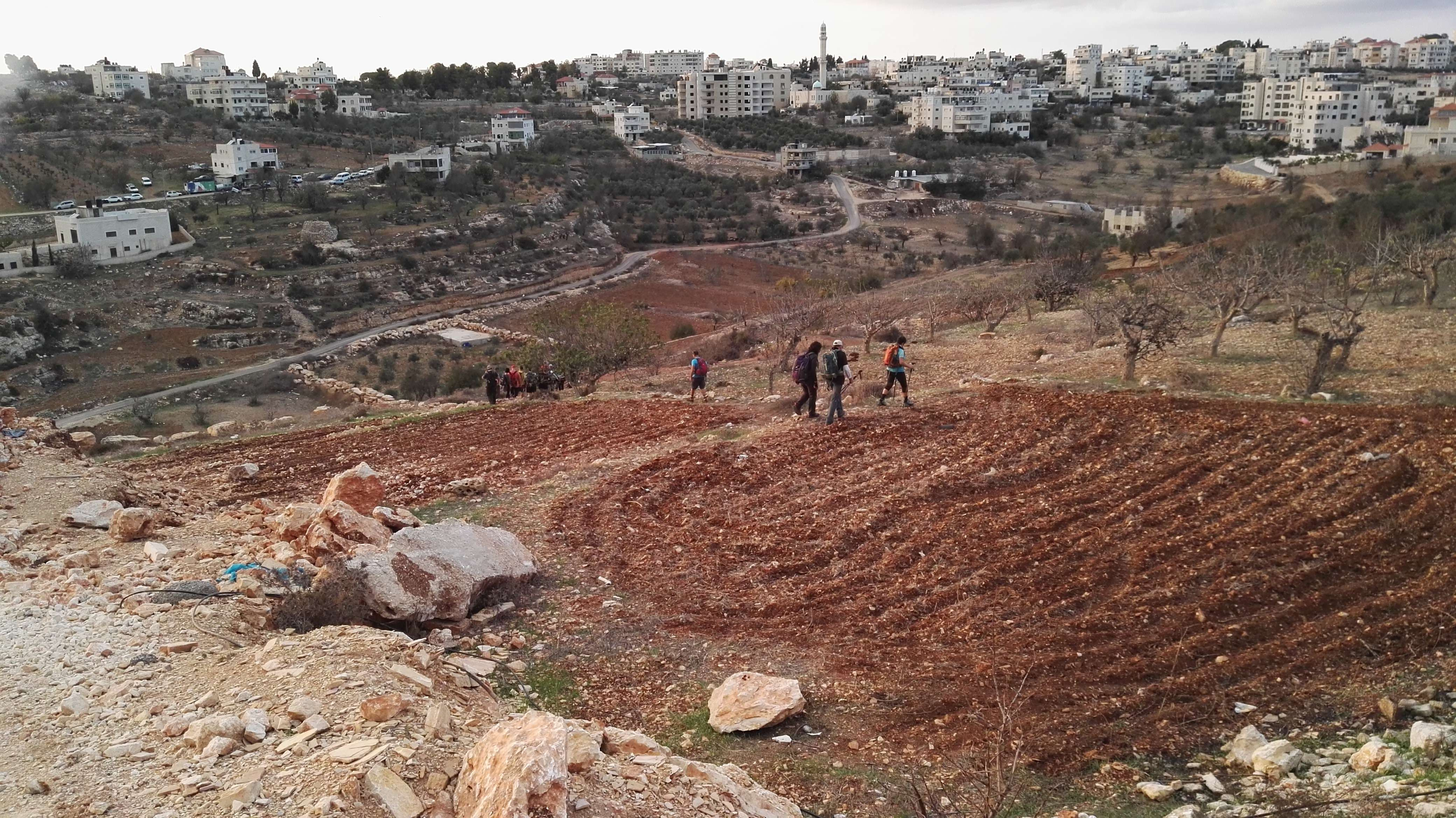
Beitin (2018)

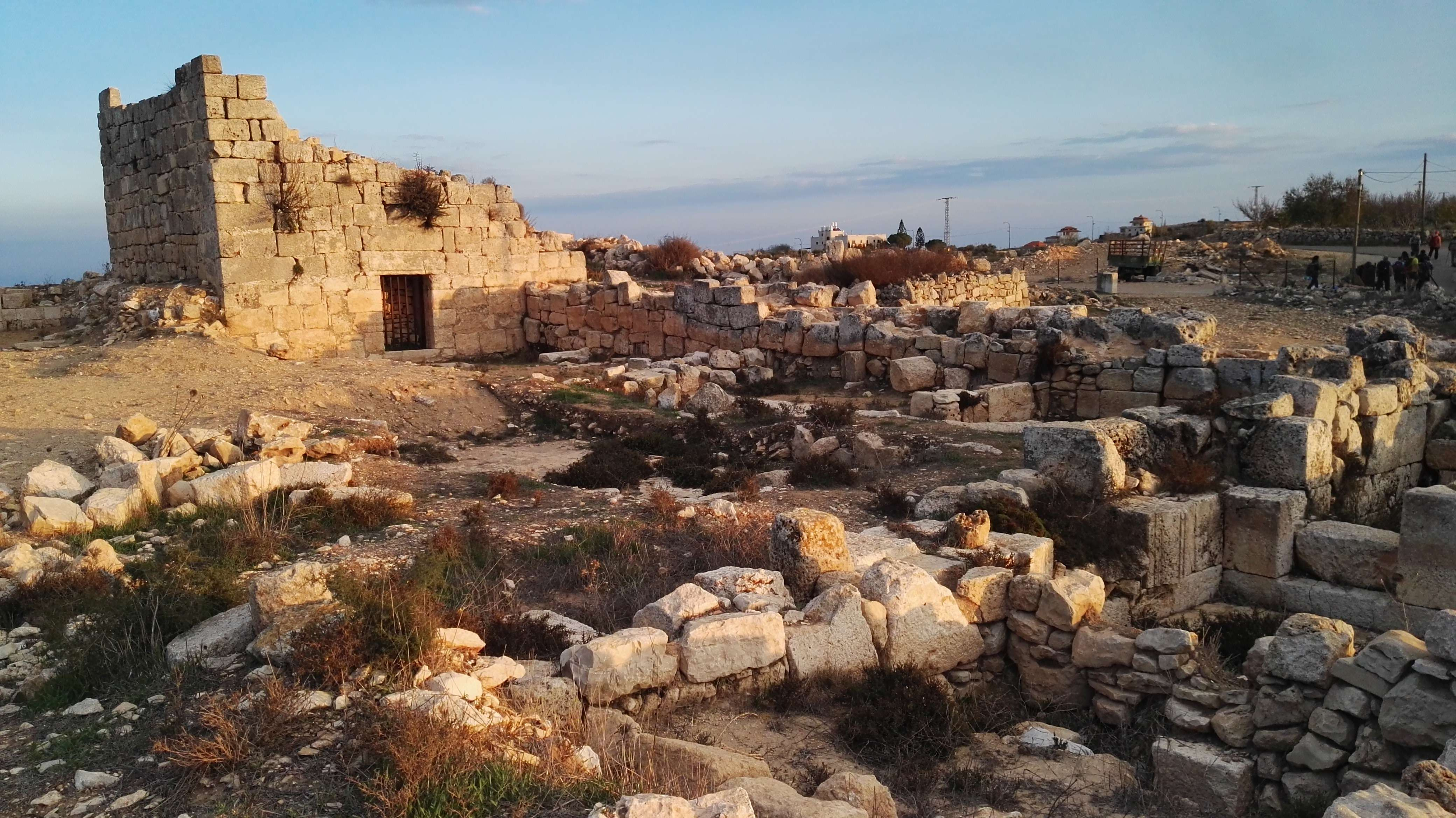
Burǧ Beitin (2018)

Beitin (arabisch بيتين, DMG Baitīn) ist ein palästinensisches Dorf im israelisch besetzten Westjordanland. Es gehört zum Gouvernement Ramallah und al-Bira der Palästinensischen Autonomiebehörde. Im Bereich der heutigen Siedlung Beitin lag der eisenzeitliche Ort Bet-El (alternative Schreibung: Bethel), bekannt als Schauplatz biblischer Erzählungen. 700 m südöstlich des Ortszentrums von Beitin befindet sich auf einer Hügelkuppe an der Straßen nach Deir Dibwān die Ruine eines kreuzfahrerzeitlichen Turms namens Burǧ Beitin.

## Lage und Name
Beitin befindet sich 5 km nordöstlich von Ramallah und 17 km nördlich der Altstadt von Jerusalem an der historischen Höhenstraße, die von Jerusalem über Sichem und Samaria nach Norden führte. Die Siedlung liegt am flachen inneren Hang eines etwa sichelförmigen Hügels. Sie hat Zugang zu mehreren Quellen; eine davon, ʿEin el-Baḥr, wurde in byzantinischer Zeit durch ein 66 × 93 m großes Becken gefasst, dessen Mauern noch deutlich erkennbar sind.
Der biblische Ortsname hebräisch בֵּית־אֵל Bêt-’El „Haus Gottes“, bzw. „Haus des Gottes El“ lautet in samaritanischen Quellen Bit ’El, in der antiken griechischen Übersetzung (Septuaginta) und im Onomastikon der biblischen Ortsnamen des Eusebius von Caesarea altgriechisch Βαιθηλ Baithēl. Für die Identifikation dieses Ortes mit Beitin spricht alles:
- Biblische Ortsangaben, wie die Nachbarschaft zu Ai (= et-Tell);
- Spätantike Lokalisierungen: Eusebius zufolge befand sich Baithēl 12 Meilen nördlich von Jerusalem rechts der Straße nach Neapolis (Nablus); der Pilger von Piacenza lokalisierte den Ort 28 Meilen südlich von Neapolis links der Straße nach Jerusalem.
- Namenskontinuität von hebräisch Bêt-’El zu arabisch Beitin; der Wechsel von -el zu -in kommt mehrfach vor.

Der Ort Bêt-’El hatte nach biblischen Angaben einen weiteren Namen: hebräisch לוּז Lûz (samaritanisch Lūza, altgriechisch Λουζα Luza). Dieses Wort bedeutet „Mandelbaum“; falls es rings um die eisenzeitliche Siedlung einst besonders viele Mandelbäume gab, könnte Lûz ein Territorialname sein, der nachträglich auf die Stadt übertragen wurde.

## Siedlungsgeschichte

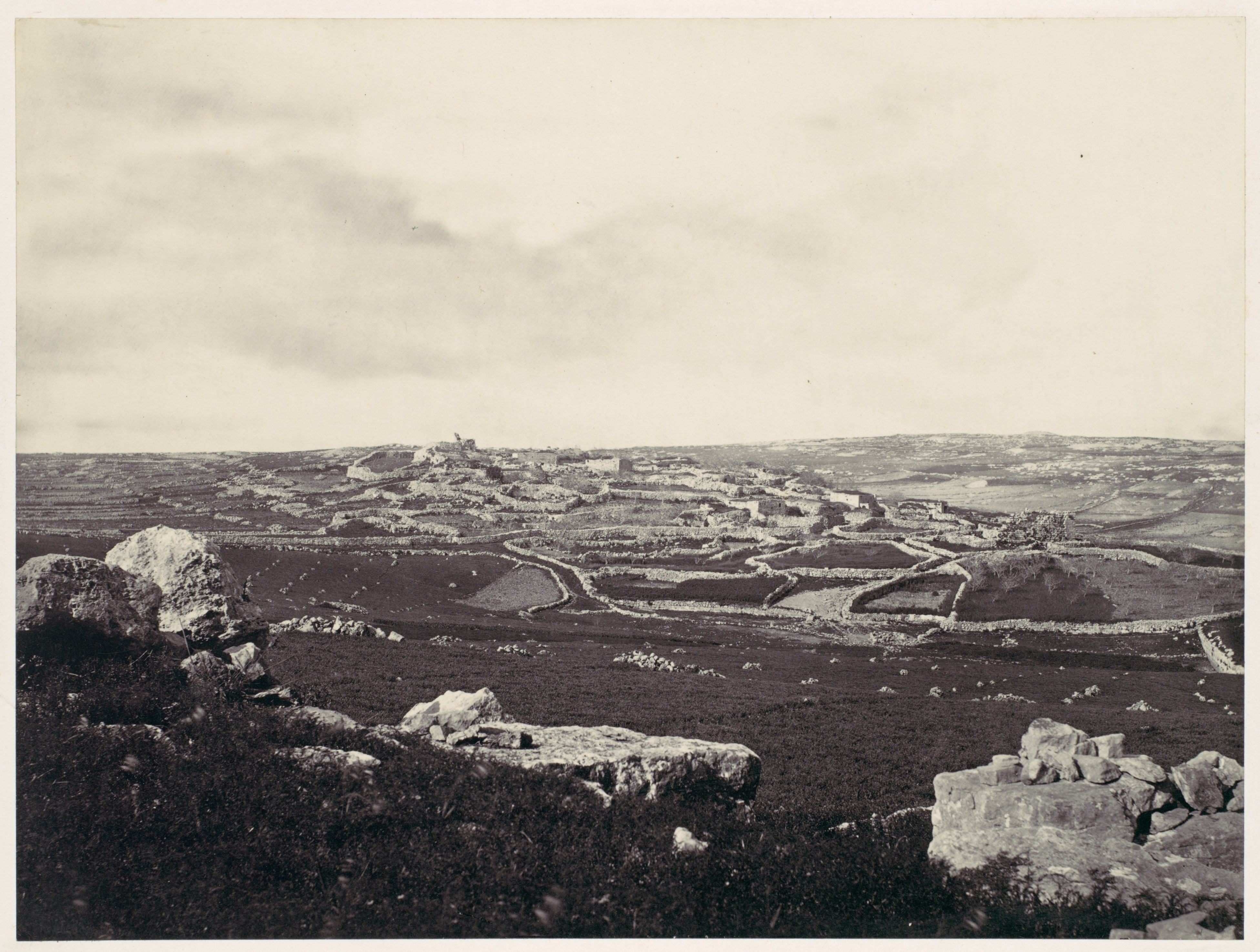
Beitin um 1857

Die kontinuierliche Besiedlung des Orts beginnt mit einem unbefestigten Dorf der Mittelbronzezeit I (19. Jahrhundert v. Chr.), das durch ein Erdbeben zerstört, in der Mittelbronzezeit IIA (18. Jahrhundert) aber wieder aufgebaut wurde und sich in der Mittelbronzezeit IIB (um 1650 v. Chr.) zu einer Handelsstadt mit massiver, 3,5 Meter breiter Mauer entwickelte. Sie wurde möglicherweise von Ägypten um 1500 zerstört. Nach einer Siedlungsunterbrechung erlebte Beitin im 14. Jahrhundert (Spätbronzezeit II)  eine Blütezeit, was sich an Importkeramik und großzügig gestalteten Häusern ablesen lässt. Ein Brand beendete diese Phase. In der wiederaufgebauten Stadt herrschten etwas bescheidenere Verhältnisse. „Am Ende der Späten Bronzezeit fällt diese Siedlung einer gewaltigen Zerstörung anheim, die [der Ausgräber] Kelso den mächtigen Truppen Josuas meint zuschreiben zu können.“
In der Eisenzeit I war Bêt-’El ein Dorf. Beim Bau der einfachen Häuser wurden teils die Ruinen der Spätbronzezeit genutzt. Die spätbronzezeitliche Stadtmauer war zwar noch vorhanden, wurde aber – da sie von mindestens einem Haus überbaut wurde – nicht genutzt. Für die Eisenzeit II wäre entsprechend den biblischen Berichten in Bêt-’El ein kultisches Zentrum des Nordreichs Israel zu erwarten gewesen. Doch die archäologischen Befunde zeigen keinen besonderen Wohlstand, was möglicherweise daran liegt, dass der Tempel nicht ergraben wurde.
Innerhalb der assyrischen Provinz Samerīna bestand die Siedlung im 8./7. Jahrhundert fort und hatte Kontakt mit dem Südreich Juda, wie Einzelfunde (darunter ein lmlk-Henkel) nahelegen; Genaueres ist nicht bekannt. König Joschija scheint das Territorium des Südreichs Juda nach Norden erweitert und dabei auch Bêt-’El in seinen Herrschaftsbereich eingegliedert zu haben. Dem entspricht, dass der Ort in persischer Zeit zur Provinz Jehud (und nicht Samaria) gerechnet wurde. Weitergehende Vermutungen, wonach Bêt-’El in exilisch-frühnachexilischer Zeit ein kultisches Zentrum gewesen sei, weist Klaus Koenen als spekulativ ab; die Archäologie kann hierzu nichts beitragen, da die Ausgräber „die persischen Schichten nicht gefunden oder nicht erkannt haben“.
In hellenistischer und römischer Zeit nahm der Ort einen Aufschwung. Die wachsende Einwohnerzahl machte die Anlage von Zisternen erforderlich. Antike Gebäude wurden aber anscheinend im 19. Jahrhundert abgetragen, um als Baumaterial des modernen Dorfs zu dienen. Sowohl die seleukidische als auch die römische Armee (während des Jüdischen Krieges) stationierte hier eine Garnison.
In byzantinischer Zeit machte die Wasserversorgung der wachsenden Einwohnerzahl die Anlage des noch sichtbaren 66 × 93 m großen Beckens erforderlich. Der Ort Baithēl wurde in östliche Richtung ausgebaut und befestigt. Christlichen Pilgern wurde die Stelle gezeigt, an der Jakob schlief und von der Himmelsleiter träumte (vgl. Gen 28,10–19 ), wobei die Quellen schwanken, ob dieses Pilgerziel innerorts oder aber außerhalb von Baithēl lag. Diese letztere Lokalisierung findet sich beim Pilger von Bordeaux; gemeint ist vermutlich die archäologische Stätte Khirbet el-Maqaṭīr. An der Straße nach Deir Dibwān befand sich bis ins 19. Jahrhundert die Ruine einer weiteren kleinen Kirche mit einer Apsis, die Kelso für byzantinisch hielt. Denys Pringle zufolge handelt es sich hierbei allerdings um einen Bau der Kreuzfahrerzeit. (Das Bauwerk wurde im Survey of Western Palestine 1882 beschrieben, später jedoch zu einer Moschee umgebaut.)
In frühosmanischen Steuerregistern wird Beitin nicht genannt. Edward Robinson sah bei seinem Besuch 1838 ein Ruinengelände, in dem Hirten ihre Zelte aufgeschlagen hatten. Das palästinensische Dorf Beitin wurde von Familien aus dem Nachbardorf Burqā Mitte des 19. Jahrhunderts in diesem Ruinengelände angelegt. 2 km nordwestlich von Beitin befindet sich eine israelische Siedlung, die 1977 neu gegründet wurde und den biblischen Namen Bet El erhielt.

## Forschungsgeschichte

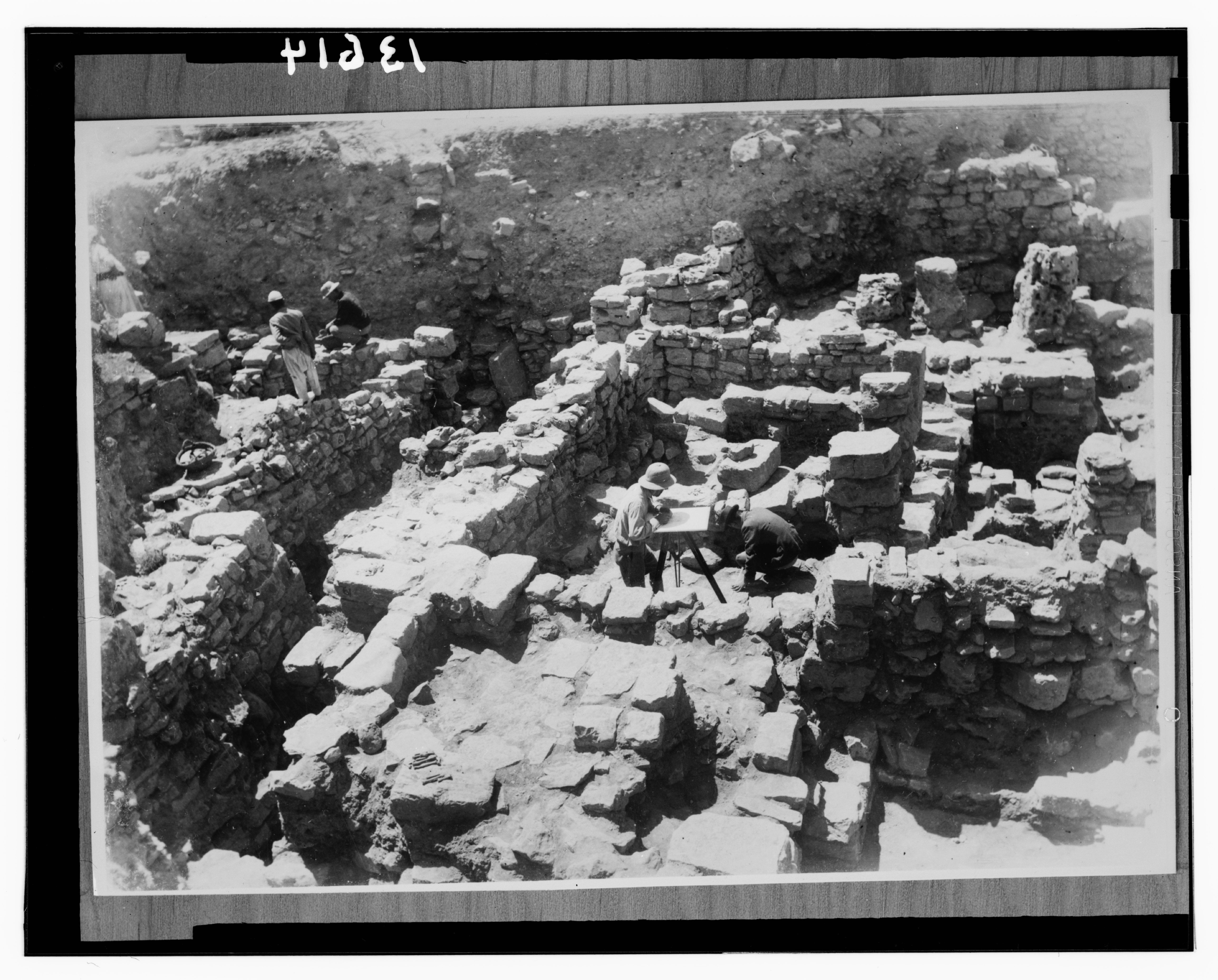
Grabung in Beitin (1954)

Gestützt auf die Identifizierung von Beitin mit Bet-El, führte William F. Albright während der britischen Mandatszeit ab November 1927 im Ort eine Sondierungsgrabung durch; 1934 folgte eine lange Kampagne unter gemeinsamer Leitung von Albright und James F. Kelso. Dabei wurden mitten im Ort zwischen Häusern und Gärten vier Areale, fast 800 Quadratmeter, untersucht. Unter jordanischer Verwaltung grub Kelso dann 1954, 1955 und 1960 wieder in Beitin. Grob gesagt waren Albright und Kelso östlich des zentralen Dorfplatzes und nördlich des byzantinischen Beckens tätig. Der 1968 von Kelso veröffentlichte Grabungsbericht ermöglicht es allerdings nicht, die Areale der Ausgrabung exakt festzustellen oder heute zu begehen. Weder gibt es Fixpunkte, noch sind die damaligen Straßen genau angegeben, so dass man sie in Beziehung zum heutigen Straßensystem setzen könnte.